# Об'єднане значення (шаблон проєктування)
Об'єднане значення (англ. Embedded Value) — шаблон проєктування, який пропонує представляти комплексні типи не у вигляді окремих таблиць, а за допомогою колонок основної сутності.

## Опис
В ООП часто доводиться оперувати різноманітними об'єктами, які не має сенсу зберігати у сховищі. Як приклад — гроші, об'єкт містить номінал та валюту. Хоч і звично зберігати об'єкти в окремих таблицях, але для таких типів, це призведе до надлишковості даних.
Рішенням буде зберігати значення такого об'єкта в таблиці головної сутності.

## Реалізація
Нехай дані об'єкти.
```
public
 
class
 
Money

{

    
public
 
decimal
 
Amount
 
{
 
get
;
 
set
;
 
}

    
public
 
string
 
Currency
 
{
 
get
;
 
set
;
 
}

}

class
 
Employment

{

    
public
 
int
 
Id
 
{
 
get
;
 
set
;
 
}

    
public
 
Money
 
Salary
 
{
 
get
;
 
set
;
 
}

}

```

Тоді у сховищі ці об'єкти представлятимуться однією таблицею.
```
class
 
EmploymentTable

{

    
public
 
int
 
Id
 
{
 
get
;
 
set
;
 
}

    
public
 
decimal
 
Salary
 
{
 
get
;
 
set
;
 
}

    
public
 
string
 
Currency
 
{
 
get
;
 
set
;
 
}

}

```